# Fru Cola
Fru-Cola (czasami wymieniana jako Fru Cola) – polski napój będący namiastką Coca-Coli, produkowany przez Browary Łódzkie w okresie PRL-u oraz kilka lat po przemianach w Polsce. W odróżnieniu od Polo-Cockty ten gazowany napój miał posmak owocowy, wzorem Coca-Coli czy Pepsi, które w tym okresie również posiadały w swej ofercie napoje o posmakach owocowych (np. Cherry Coke). Obecnie napój nie jest już produkowany. Można go było kupić jedynie w Polsce.